# Drosophila araucana
Drosophila araucana este o specie de muște din genul Drosophila, familia Drosophilidae, descrisă de Brncic în anul 1957. Conform Catalogue of Life specia Drosophila araucana nu are subspecii cunoscute.